# 斜卡乡
斜卡乡是中华人民共和国四川省甘孜藏族自治州九龙县曾经下辖的一个乡。2019年12月，撤销踏卡彝族乡、斜卡乡，设立雪洼龙镇。

## 行政区划
斜卡乡撤销前下辖以下地区：
洛让村和雪洼村。